# Нижнє Висоцьке
Ни́жнє Висо́цьке — село в Україні, у Самбірському районі Львівської області. Орган місцевого самоврядування — Боринська селищна рада.

## Географія
Розташоване по обидва береги річки Стрий за 13 км від залізничної станції Нижня Яблунька та 19 км від райцентру Турка.
Найвища точка села на південному заході — гора Ясовець (бл. 844 м.), а найнижча — долина Стрию на півночі (589 м.).

## З історії села
Вперше в документах Нижнє Висоцьке згадується 15 вересня 1530 року. Тоді Самбірський староста Ст. Одровонж надає сільську парафію священикові Костеві Кіряку та його нащадкам.
Після ревізії комісії з поділу земель польської королеви Бони у 1538 р. землі у Нижньому Висоцьку були конфісковані у шляхтичів Височанських і долучені до королівського домену.                            
У 1552 р. Ян Височанський отримує привілей від польського короля Сигізмунда І як солтис.                            
Як повідомляє «Словник Польського королівства та інших країв слов'янських», у 1890 р. село поділялось на такі хутори як Ропавське, Штуковець і Заріччя. Сьогодні вони — окремі села, але у складі однієї сільради.
У 1890 р. у селі працювала однокласова школа.
З початком Першої Світової війни у 1914—1915 р.р. через Турківщину декілька разів проходив австро-російський фронт. Село зазанало руйнувань та частково було спалене.
1940 р. — створено колгосп імені ВЛКСМ. Згодом створено колгосп з іншою назвою — «Світанок».
У роки Другої світової війни (1939—1945 рр.) 125 жителів села пішли на фронт, з них 24 нагороджені орденами і медалями, 25 воїнів віддали життя в боях із німецько-нацистськими окупантами.
У 1968 році на честь загиблих земляків в селі споруджено обеліск.
У радянські часи тутешній колгосп (2517 га сільгоспугідь з них 1301 га ріллі) мав м'ясо-молочне спрямування. Вирощували льон та картоплю.
Працювали восьмирічна школа, народний дім на 200 місць, бібліотека (9 800 книг), медпункт, поштове відділення. Також функціонували лісопилка, швейна та взуттєва майстерні, чотири магазини.

## Населення
У селі поширені такі прізвища: Іжик, Риштей.

## Церква
Дерев'яна церква Зіслання Святого Духа, споруджена 1814 року. Належить громаді ПЦУ.

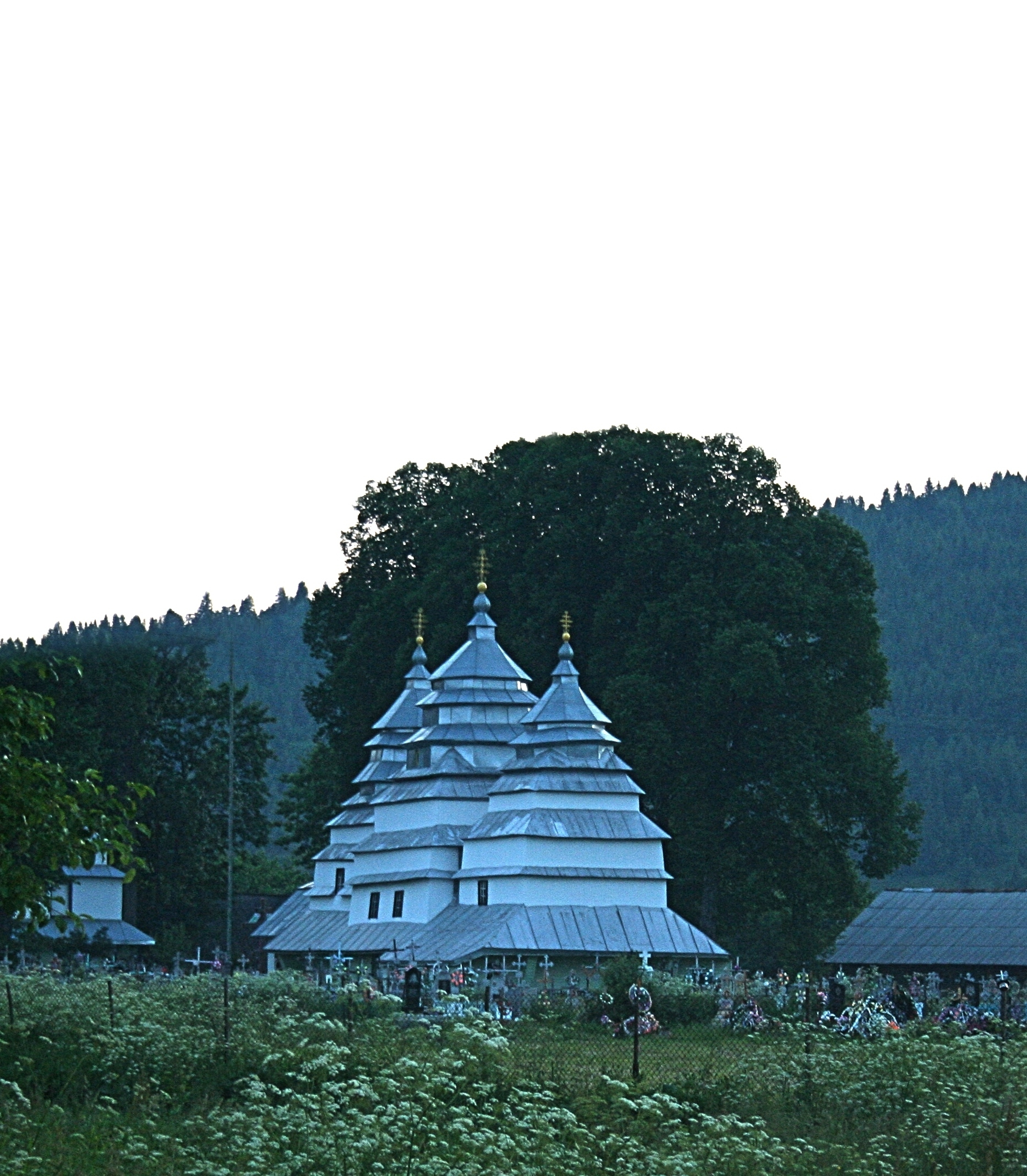
Церква Зіслання Святого Духа

Будівля тризрубна, триверха, належить до церков бойківського типу. Квадратні зруби увінчані трьома високими багатозаломними верхами: над бабинцем і навою — три восьмерики на чотирьох четвериках, над вівтарем — два восьмерики на чотирьох четвериках. Оперізує церкву широке піддашшя, оперте на профільовані виступи вінців зрубів. Під піддашшям, по обидва боки вівтаря, сховані невеликі прямокутні ризниці. Стіни вкриті пластиковою вагонкою. Дерев'яна дзвіниця датована 1905 роком, триярусної будови, завершена цибулястою банею на восьмерику з оригінальним хрестом.

## Відомі люди
- Іжик Семен (1913—1996) — митрофорний протоієрей УГКЦ, діяч АБН, організатор українських радіо- та телепередач у Канаді, член канадського Пласту.
- Лапко Микола Романович (1976) — український колишній футболіст.
- Сащин С. — місцевий комуніст, депутат Народних зборів Західної України.